# Guglielmo Segato
Guglielmo Segato (født 23. marts 1906, død 19. juli 1979) var en italiensk cykelrytter, som deltog i de olympiske lege 1932 i Los Angeles.
Segato stillede ved OL 1932 op i landevejscykling. Løbet blev kørt som enkeltstart over 100 km, og Segato blev nummer to i tiden 2.29.21,4 timer. Hans landsmand Attilio Pavesi vandt guld i tiden 2.28.05,6 timer, mens svenske Bernhard Britz vandt bronze i tiden 2.29.45,2 timer. Holdkonkurrencen blev afviklet samtidig med det individuelle løb, og resultaterne for de tre bedste fra hver nation afgjorde resultatet. Her var Italien suveræne med guld- og sølvvinderen samt nummer fire (Giuseppe Olmo) individuelt, mens Danmark blev nummer to og Sverige nummer tre.
Efter OL blev Segato professionel og deltog i Giro d'Italia i 1933, men ret kort tid efter indstillede han sin professionelle karriere. Han kørte nogle løb i Frankrig, og efter anden verdenskrig etablerede han en trykkerivirksomhed i Veneto.